# Světlana Burianová
Světlana Burianová (* 3. června 1963 Praha) je česká básnířka.
Miroslav Kovářík publikoval básně Světlany Burianové ve své rubrice Představujeme v ročníku 1984/85 časopisu Jonáš. V roce 1986 vydala v nakladatelství Československý spisovatel knižní prvotinu – sbírku básní Z ruky do ruky, ve kterých vypovídá o pocitech člověka, jenž překročil práh dospívání.